# Gianni Golfera
Gianni Golfera urodził się 15 stycznia 1977 w Lugo di Ravenna (Włochy). Po ukończeniu liceum Gianni kształcił się jako samouk.
Mnemotechniką zainteresował się w wieku 12 lat za sprawą traktatu Giordana Bruna "De umbris idearum". Bazując na tekstach antycznych i nowożytnych, opracował autorską metodę kształcenia i rozwijania pamięci. Współpracuje z uniwersytetem Vita-Salute del San Raffaele w Mediolanie, bostońskim Institute of Technology oraz innymi instytucjami zajmującymi się badaniem mózgu, a zwłaszcza procesami rządzącymi pamięcią.
Jest autorem bestsellerowych poradników, prowadzi konferencje naukowe i kursy dydaktyczne we Włoszech, Hiszpanii i USA. Jego pasją jest lotnictwo sportowe, posiada licencję pilota, którą zdobył pod koniec liceum. Interesuje się również szybkimi samochodami.

## Dzieła
- 2003 – La memoria emotiva, Sperling & Kupfer Editori ISBN 88-200-4063-8
- 2005 – L'arte della memoria di Giordano Bruno, Anima Edizioni ISBN 88-89137-40-1
- 2006 – Più Memoria, Alessio Roberti Editore ISBN 88-88612-29-7